# قرار مجلس الأمن التابع للأمم المتحدة رقم 1245
قرار مجلس الأمن التابع للأمم المتحدة رقم 1245، المتخذ بالإجماع في 11 حزيران / يونيو 1999، بعد الإشارة إلى القرارات 1181 (1998) و1220 (1999) و1231 (1999) بشأن الحالة في سيراليون، مدد المجلس ولاية بعثة مراقبي الأمم المتحدة في سيراليون لمدة ستة أشهر أخرى حتى 13 ديسمبر 1999.
وسلم مجلس الأمن بدور الجماعة الاقتصادية لدول غرب أفريقيا وفريق الرصد التابع لها وأعرب عن قلقه إزاء الحالة الهشة في سيراليون.
وشدد القرار على أن التسوية السياسية الشاملة والمصالحة ضرورية للتوصل إلى حل سلمي للصراع. ورحب في هذا الصدد بالمحادثات التي جرت في لومي بين حكومة سيراليون وممثلي المتمردين من الجبهة المتحدة الثورية. وحث جميع الأطراف على الاستمرار في الالتزام بالمفاوضات وأشار المجلس بشكل خاص إلى دور رئيس توغو غناسينغبي إياديما والمجتمع الدولي في تيسير هذه العملية.
وأشار المجلس إلى اقتراح الأمين العام كوفي أنان بتوسيع وجود بعثة مراقبي الأمم المتحدة في سيراليون في البلاد بتفويض منقح إذا نجحت المحادثات بين حكومة سيراليون وممثلي متمردي الجبهة المتحدة الثورية. وأخيراً، طُلب من الأمين العام إبقاء المجلس على علم بالتطورات في سيراليون.

## روابط خارجية
- نص القرار في undocs.org